# ヴダ岬
ヴダ岬、ヴンダ岬とも (英語:Vuda Point)はフィジー共和国バ州の西海岸に位置する岬である。ヴダとはフィジー語で"源" (Source)という意味である。ナンディとラウトカの間に位置する。
ヴダ岬とヴダマリーナヨットハーバ、リゾート複合施設はヴィセイセイ村の特徴である。 ナンディ国際空港がヴダ岬一帯のニーズに応えている。

## 歴史
昔からヴダ岬はルーツナソバソバ(Lutunasobasoba)(フィジー人の祖先であるメラネシアン)一行がカヌーで上陸した場所であると言われている。今から3500年前、ルーツナソバソバはフィジー最古の都であるヴィセイセイを造営した。
ヴダ岬に居住した最初の外国人はクマラ家 (Kumars)、ミシュラ家 (Mishras)、ワディンハム家 (Waddinghams), マクエラス家 (McElraths)、そしてゴウンデール家 (Goundars)である。ミシュラ家以外はヴァクブア家 (Vakubua)やババ家 (Babas)といったこの地に昔から居住している家族を加えて現在も彼らはこの地域に居住している。
第二次世界大戦中、フィジーは地政学上連合国にとって重要な拠点となり、1942年5月13日、アメリカ合衆国は“陸海統合軍のフィジーに於けるニュージーランドによる支援要請計画 (Joint Army and Navy Plan for the Relief of New Zealand in the Fiji Islands)”という計画書を発し、10,000人のニュージーランド軍の兵士とアメリカ合衆国陸軍師団がフィジーに常駐するようになった。なお同年6月、ヴダ岬の西側に石油貯蔵タンクが建てられた。
1970年代、イタリア人男性と彼の日本人妻がヴダ岬南東部の丘の斜面に居住し、彼らが設けた二人の息子は外資系企業の工学者になった。2009年、サファイアベイフィジー有限会社 (Sapphire Bay Fiji Ltd)がサファイアベイフィジーリゾートを建築し、2013年になると貸し切り別荘も建てられた。